# Museo del falegname Tino Sana
Il Museo del falegname Tino Sana ha la sua sede a Almenno San Bartolomeo,

## Storia
il museo fu inaugurato il 20 giugno 1987, dal fondatore Tino Sana.
Dal 28 ottobre 2000 Il Museo del falegname Tino Sana si trova nella nuova sede ubicata in Via Papa Giovanni XXIII, 59. Con una superficie di 3.500 metri quadri disposti su tre piani.

## Descrizione
Il museo espone una rara e completa testimonianza di tutta la cultura legata alla lavorazione del legno.